# المنطقة الجنوبية (البرازيل)
المنطقة الجنوبية هي إحدى الأقاليم الخمسة في البرازيل. يبلغ عدد سكانها 29016114 نسمة وذلك حسب إحصائيات سنة 2010 . تبلغ مساحتها 576409.6 كم². تقع في جنوب البرازيل وتحتوي على ثلاثة ولايات.